# Alcides Franciscato
Alcides Franciscato (Piracicaba, 3 de junho de 1929 — São Paulo, 8 de novembro de 2023), foi um engenheiro, empresário e político brasileiro. Foi prefeito de Bauru no período de (1969 a 1973) e deputado federal por três mandatos: 1975-1979, pela Aliança Renovadora Nacional (ARENA), 1979-1983, pelo Partido Democrático Social (PDS), e 1983-1987, pelo PDS.

## Outras atividades
Começou sua vida profissional como mecânico de manutenção da empresa Expresso de Prata na cidade de Bauru, foi também motorista chegando a Diretor-Presidente. Foi sócio da Companhia de Viação Jauense. Foi diretor presidente Jornal da Cidade em Bauru; fundador do Diário da Tardena mesma cidade e diretor presidente da publicação Super News. Franciscato também é dono da Viação Expresso de Prata. 
A 22 de setembro de 1981, foi agraciado com o grau de Grande-Oficial da Ordem do Infante D. Henrique, de Portugal.